# Las Tres Cruces
Las Tres Cruces es una comunidad en el municipio de San Simón Zahuatlán, en el estado de Oaxaca. Las Tres Cruces está a 1873 metros de altitud. 

## Geografía
Está ubicada a 17° 29' 8.52" latitud norte y 97° 35' 29.76" longitud oeste.

## Población
Según el censo de población de INEGI del 2010: la comunidad cuenta con una población total de 256 habitantes, de los cuales 127 son mujeres y 129 son hombres. Del total de la población 234 personas hablan alguna lengua indígena.

## Ocupación
El total de la población económicamente activa es de 27 habitantes, de los cuales 21 son hombres y 6 son mujeres.